# Flume (Fluss)
Die Flume ist ein Fluss in Frankreich, der durch das Département Ille-et-Vilaine in der Region Bretagne fließt. Sie entspringt unter dem Namen Ruisseau de Bréhault an der Gemeindegrenze von Cardroc und La Chapelle-Chaussée, entwässert generell Richtung Südost und mündet nach rund 34 Kilometern knapp südwestlich von Rennes an den Gemeindegrenzen von Le Rheu und Vezin-le-Coquet als rechter Nebenfluss in die Vilaine.

## Orte am Fluss
(Reihenfolge in Fließrichtung)
- Langouet
- Gévezé
- Pacé
- Vezin-le-Coquet

## Sehenswürdigkeiten
- Mittelalterliche Brücke über den Fluss in Pacé – Monument historique[4]